# 야구 감독

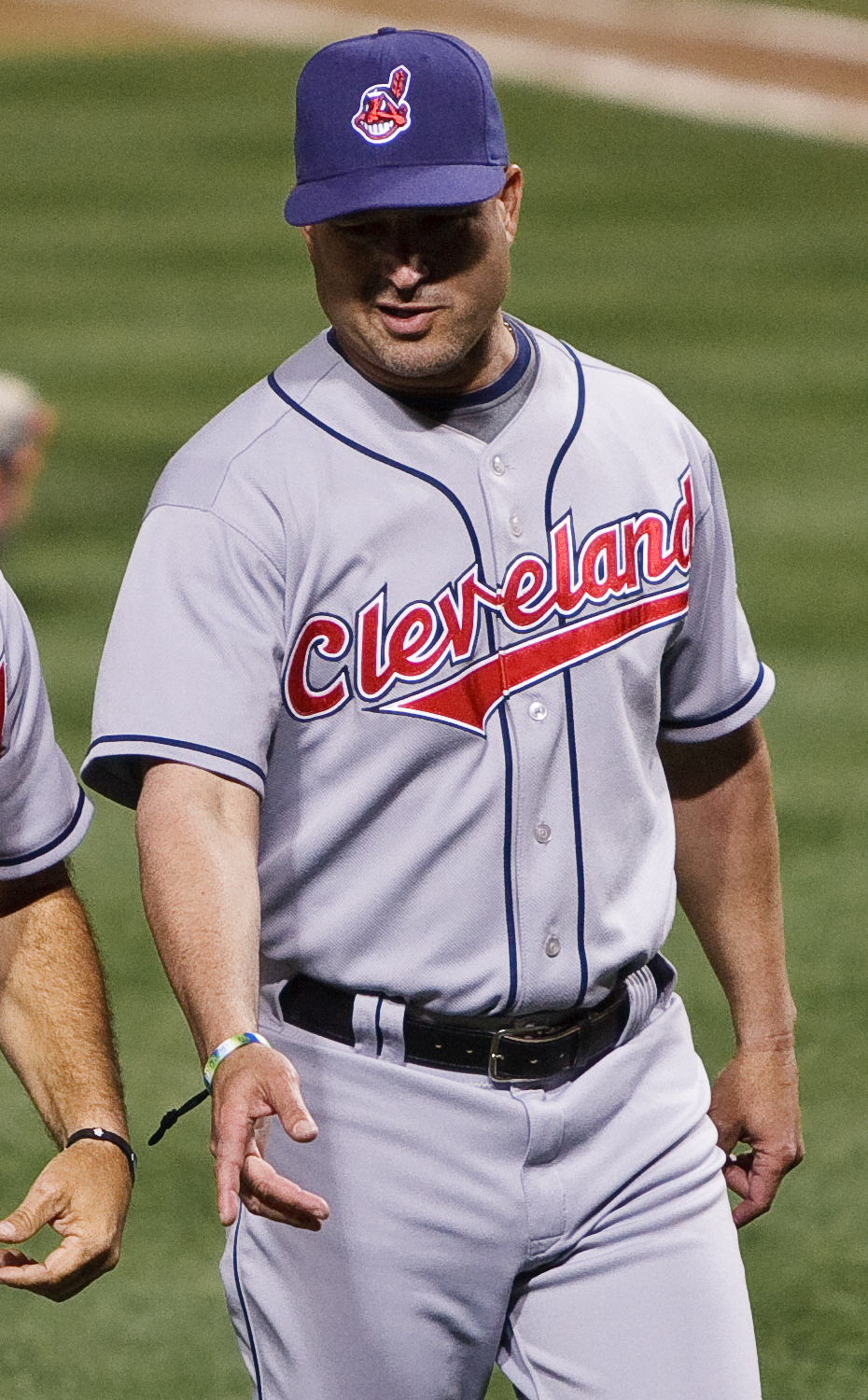
전 클리블랜드 인디언스 감독 매니 액터

야구에서 감독(監督)은 팀의 계획을 짜고 이에 관해 여러 문제를 조절하는 역할을 하며, 감독은 여러 야구 코치들의 도움을 받는다. 
주로 사복이나 정장을 입는 다른 감독들하고는 달리 선수들하고 같은 유니폼 (야구복)을 착용한다.
그 까닭은 야구의 경우 감독이 직접 마운드 안으로 들어가서 작전 지시를 하는 일이 많은데다, 경기 도중 편파 판정으로 인해 심판하고 서로 희비가 엇갈리는 수가 있기 때문이다.
따라서 감독이 직접 경기장 안으로 출입을 해야 할 일(선수 교체시 경기장 안에 출입하는 경우, 벤치클리어링, 어필 등)이 발생하는 반면, 다른 경기들은 그렇지 않기 때문이다.

아마추어 야구에서는 '수석 코치'를 감독을 대신해 사용한다.

## 같이 보기
- 야구 코치

1. ↑  팀 스포츠 경기에서, 양 팀 선수 사이에 신경전이나 폭행이 벌어질 때, 벤치에 있는 모든 선수가 같은 팀 선수를 위해 경기장으로 뛰어나오는 일로, '선수단 몸싸움', '몸싸움', '집단 몸싸움'으로 순화.
2. ↑  감독이나 선수가 심판에게 판정에 대한 이의를 제기하는 일.